# Listă de localități din raionul Ocnița
Această listă conține satele și orașele din raionul Ocnița, Republica Moldova.
| Denumire         | oraș / centru de comună / sat  |
| ---------------- | ------------------------------ |
| Berezovca        | sat în comuna Călărașeuca      |
| Bîrlădeni        | centru de comună               |
| Bîrnova          | sat (comună)                   |
| Călărașeuca      | centru de comună               |
| Clocușna         | sat (comună)                   |
| Codreni          | sat în comuna Vălcineț         |
| Corestăuți       | centru de comună               |
| Dîngeni          | centru de comună               |
| Frunză           | oraș                           |
| Gîrbova          | sat (comună)                   |
| Grinăuți         | sat în comuna Dîngeni          |
| Grinăuți         | sat în comuna Mihălășeni       |
| Grinăuți-Moldova | centru de comună               |
| Grinăuți-Raia    | sat în comuna Grinăuți-Moldova |
| Hădărăuți        | sat (comună)                   |
| Lencăuți         | centru de comună               |
| Lipnic           | centru de comună               |
| Maiovca          | sat în comuna Ocnița           |
| Mereșeuca        | sat (comună)                   |
| Mihălășeni       | centru de comună               |
| Naslavcea        | sat (comună)                   |
| Ocnița           | oraș, reședință de raion       |
| Ocnița           | centru de comună               |
| Otaci            | oraș                           |
| Paladea          | sat în comuna Bîrlădeni        |
| Paustova         | sat în comuna Lipnic           |
| Rediul Mare      | sat în comuna Grinăuți-Moldova |
| Rujnița          | sat în comuna Bîrlădeni        |
| Sauca            | sat (comună)                   |
| Stălinești       | sat în comuna Corestăuți       |
| Unguri           | sat (comună)                   |
| Vălcineț         | centru de comună               |
| Verejeni         | sat în comuna Lencăuți         |